# 1294 Antwerpia
1294 Antwerpia је астероид главног астероидног појаса са пречником од приближно 34,71 .
Афел астероида је на удаљености од 3,314 астрономских јединица (АЈ) од Сунца, а перихел на 2,062 АЈ.
Ексцентрицитет орбите износи 0,232, инклинација (нагиб) орбите у односу на раван еклиптике 8,726 степени, а орбитални период износи 1609,853 дана (4,407 године).
Апсолутна магнитуда астероида је 10,20 а геометријски албедо 0,122.
Астероид је откривен 24. октобра 1933. године.